# بیت‌شئان

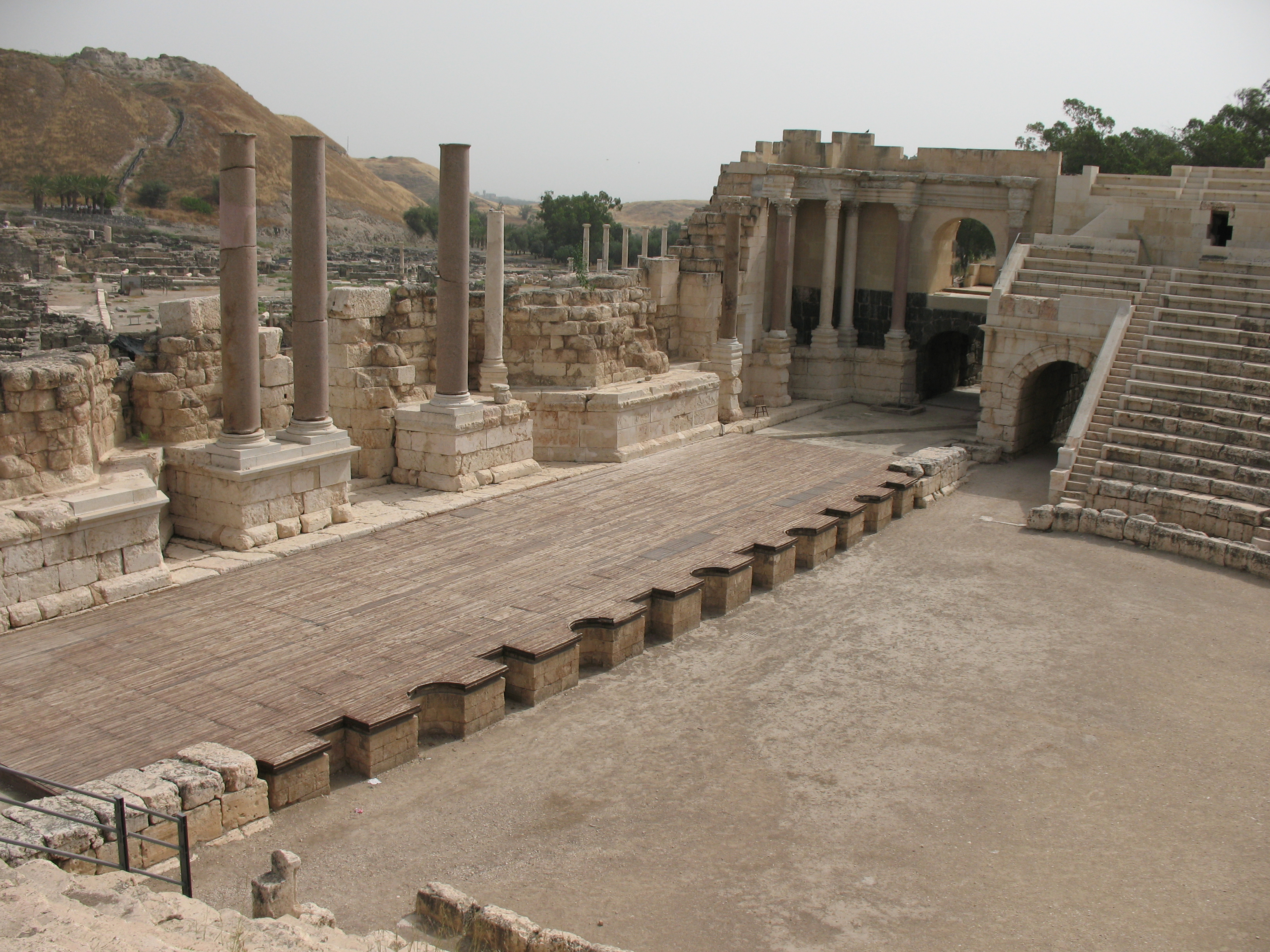
تصویری از بقایای آمفی‌تئاتر رومی در شهر بیت شنان.

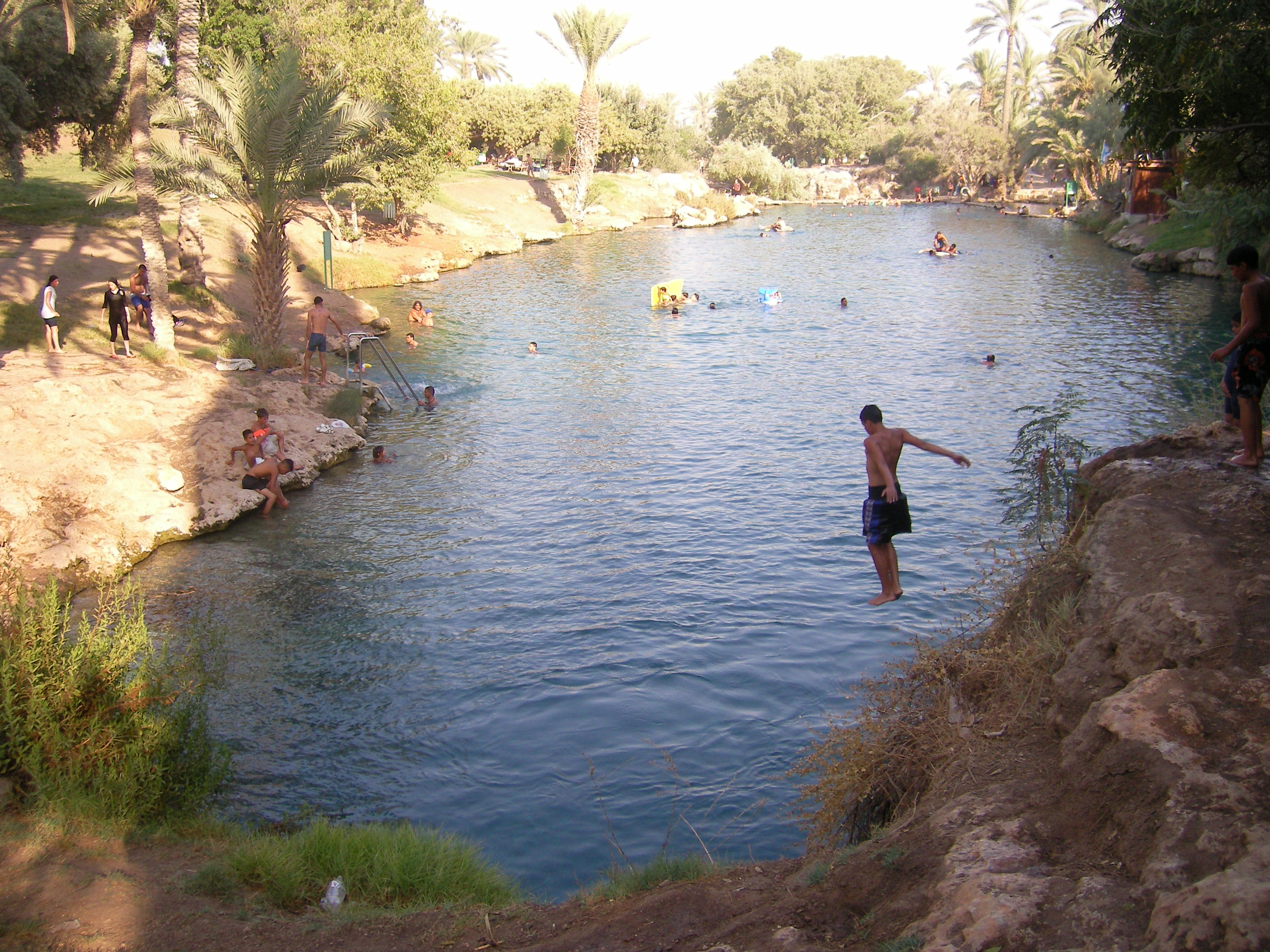
پارک ملی گان هاشلوشا در نزدیکی شهر بیت‌شئان واقع شده است.

بیسان (در عبری: בית שאן که بیت‌شئان تلفظ می‌شود) نام شهری تاریخی در استان شمالی اسرائیل است، که جمعیت آن در سال ۲۰۰۶ میلادی، ۱۶٬۴۰۰ نفر و مساحت آن ۷٬۳۳۰ کیلومتر مربع بوده است.